# جامعة فرانيكير

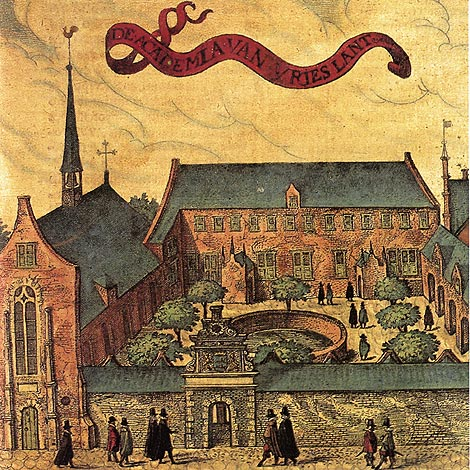
دي أكاديميا فان فريسلانت (أكاديمية فريزلاند)، 1622

جامعة فرانيكير (1585–1811)، هي ثاني أقدم جامعة في هولندا، تأسست بعد فترة وجيزة من تأسيس جامعة ليدن، وتقع في فرانيكير، فريزلاند، هولندا.

## التاريخ
تعرف أيضًا باسمالأكاديمية الفرنسية أو جامعة فريزلاند، وتتألف من أقسام اللاهوت والقانون والطب والفلسفة والرياضيات والفيزياء. من طلابها المشهورين كان بيتر ستويفسانت، آخر مدير عام لمستعمرة نيو نذرلاند الهولندية.
في البداية، كانت الجامعة تتمتع بسمعة ممتازة، حيث كانت تجذب الطلاب من كل حدب وصوب، لكن حالها تغيّر منذ عام 1700. حلّ نابليون الجامعة عام 1811، إلى جانب جامعات هاردرفيك وأوتريخت. بعد نهاية النظام الفرنسي، لم ترمّم الجامعة. وبدلا من ذلك، تأسّست منظمة أثينيوم إلوستري، التي لم يكن لها الحق في إصدار شهادات الدكتوراة. في عام 1843، حلّت منظمةالأثينيوم نفسها بسبب نقص الطلاب.
اليوم، لا يوجد في فرانيكير معهد للتعليم العالي، لكن يُسمح لطلاب الدراسات العليا من جامعة جرونينجن بنقاش أطروحاتهم في كنيسة Franeker Martinikerk [martinikerk_(franeker)]، بشرط أن يكونوا من فريزلاند أو أن يكون موضوع أطروحتهم مرتبطًا بفريزلند.

## روابط خارجية
- مقالة في صحيفة المجلس النرويجي للاجئين عن جامعة فرانيكير بقلم بيتر فان رودن (باللغة الهولندية)
- تاريخ جامعة فرانيكير يتم صيانته بواسطة جامعة أويلر-فرانكر التذكارية.
- خريجو جامعة فرانيكير 1586-1636. المكتبة الوطنية الهولندية.